# Johns Hopkins

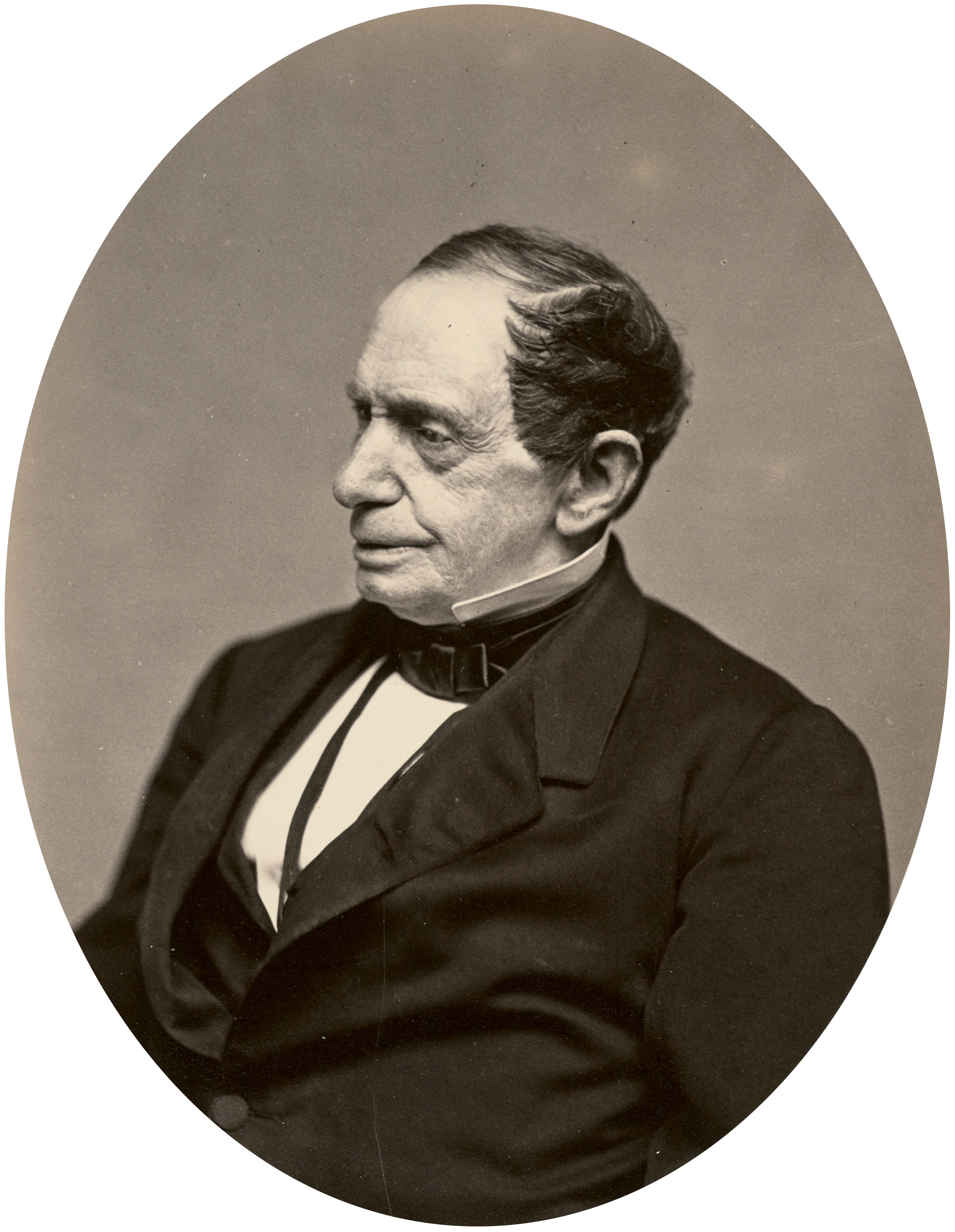
Johns Hopkins

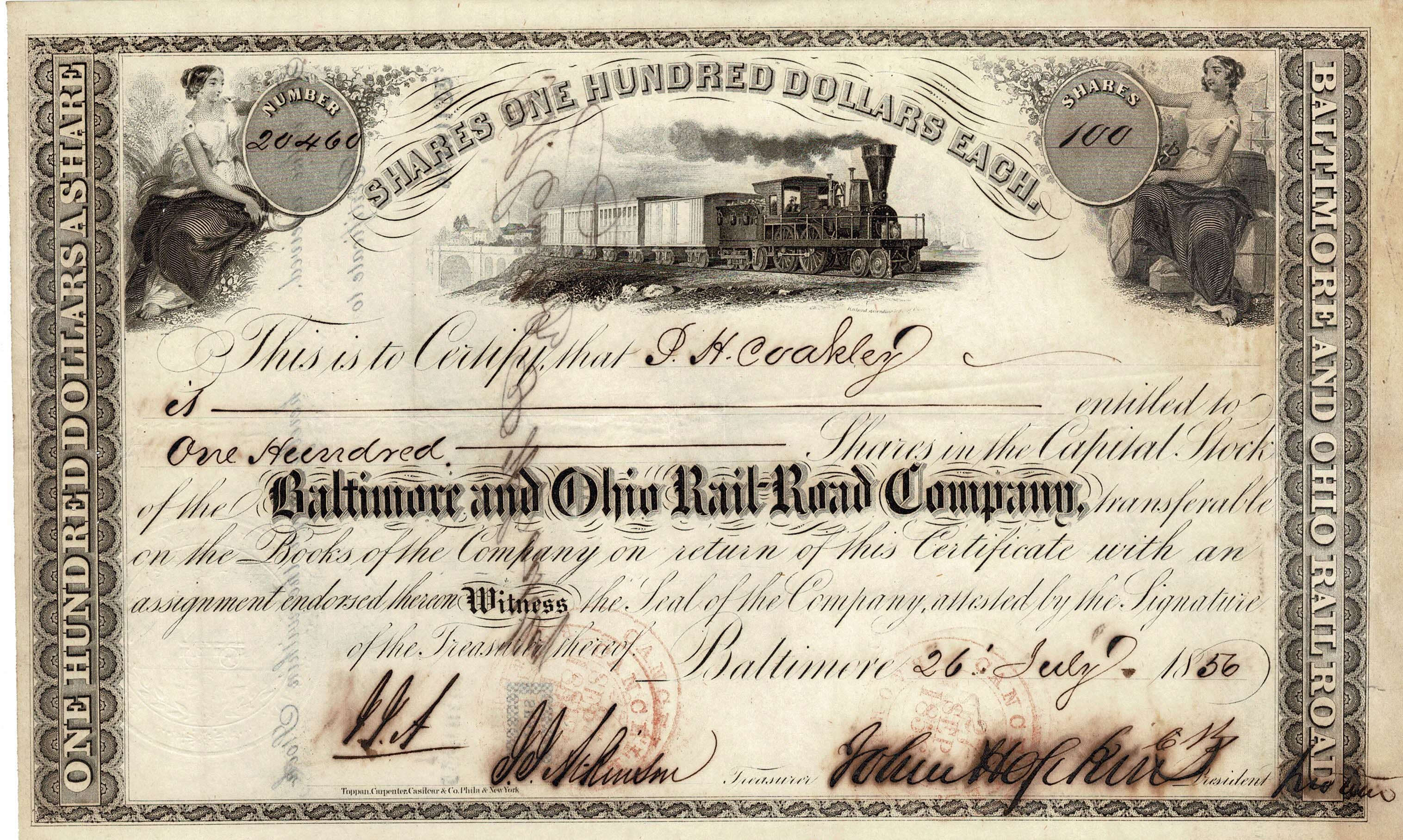
Aktie der Baltimore and Ohio Rail-Road Company vom 26. Juli 1856; signiert von Johns Hopkins als "president pro. tem."

Johns Hopkins (* 19. Mai 1795, im Anne Arundel County, Maryland; † 24. Dezember 1873 in Baltimore, Maryland) war ein US-amerikanischer Geschäftsmann und Philanthrop. Mit seinem Nachlass in Höhe von 7 Mio. US-Dollar wurden 1899 das nach ihm benannte Johns Hopkins Hospital und vier Jahre später die Johns Hopkins University gegründet.

## Leben
Johns Hopkins war das zweite von elf Kindern. Er wuchs in einer Quäkerfamilie auf einer zwei Quadratkilometer großen Tabakpflanzung auf. Als seine Eltern 1807 ihre Sklaven freiließen, wurden Johns und sein Bruder zur Arbeit aufs Feld geschickt. Johns arbeitete später eine Zeit lang in der Firma seines Onkels, eines Lebensmittelgroßhändlers. Hier verliebte er sich in seine Cousine Elisabeth. Er konnte sie jedoch nicht heiraten, weil seine Eltern es nicht erlaubten. Es gab damals bei den Quäkern starke Vorurteile gegen eine Heirat unter Cousins und Cousinen ersten Grades. Die beiden einigten sich, niemals zu heiraten.
Zusammen mit Jonathan Moore, einem anderen Quäker, gründete Hopkins eine Firma. Später wurde sie in Hopkins & Brothers umbenannt, nachdem Moore die Partnerschaft beendet hatte, weil Hopkins das Geld zu sehr liebe. So tat Hopkins sich mit seinen drei Brüdern zusammen. Ihre Firma verkaufte im Shenandoah-Tal von Planwagen aus verschiedene Waren im Tausch gegen Mais-Whiskey, der in Baltimore als „Hopkins’ Best“ verkauft wurde. Später investierte Hopkins viel Geld in die Baltimore and Ohio-Eisenbahngesellschaft und wurde dadurch sehr vermögend. Jeweils 1857 und 1873 setzte er sein Geld ein, um die Gesellschaft vor dem Bankrott zu bewahren.
Als Hopkins 1873 ohne Erben starb, hinterließ er sieben Millionen Dollar, hauptsächlich in Form von Aktien. In seinem Testament von 1867 hatte er unter dem Eindruck der Typhus-Epidemien unter irischen Einwanderern auf Grosse Isle verfügt, dass von dem Geld das Johns Hopkins Hospital in Baltimore und die Johns-Hopkins-Universität gegründet werden sollten.  Dies war die bis dahin größte philanthropische Einzelspende.
Oft wird angenommen, sein Vorname sei „John“ gewesen. Der Vorname stammt jedoch von dem Familiennamen seiner Urgroßmutter, Margaret Johns. Sie heiratete Gerard Hopkins. Sie nannten ihren Sohn Johns Hopkins, und der Name wurde bis zu seinem Enkel weitergegeben.